# Orville Schell
Orville Hickock Schell III (nascido em 20 de maio de 1940) é um escritor, acadêmico e ativista estadunidense. Ele é conhecido por seus trabalhos sobre a China e é o Diretor Arthur Ross do Centro de Relações EUA-China da Asia Society em Nova York. Anteriormente, ele atuou como reitor da Escola de Pós-Graduação em Jornalismo da Universidade da Califórnia, Berkeley.

## Opiniões sobre a China
Schell visitou a República Popular da China pela primeira vez em 1974, durante os últimos anos de Mao Zedong. Após a morte de Mao, Schell escreveu: “Ele concebeu a revolução chinesa e depois ajudou a fazê-la acontecer. E, no processo, o pensamento do Presidente Mao foi inculcado em quase todos os chineses. A palavra quase literalmente se tornou carne. E parecia claro, mesmo antes de Mao morrer, que a sua morte não poderia apagar a forma como ele quase se tornou transubstanciado no seu povo." 
Em 2004, Schell chamou a mistura comunista-capitalista da China de "capitalismo leninista". 
Numa entrevista a Terri Gross, do programa Fresh Air da NPR, transmitido em 19 de novembro de 2009, Schell afirmou que se o "capitalismo autocrático" da China poderia ou não proporcionar um crescimento económico melhor do que a democracia era uma questão que ele enfrentava "com alguma apreensão". Ele sugere que a forma de governo chinesa pode ser mais adaptativa do que a democracia  porque não está sobrecarregada pelos blocos de poder de interesses especiais encontrados nos Estados Unidos, e pode por vezes ser capaz de agir de forma mais decisiva para lidar com as complexidades do mundo de hoje, embora também possa implementar decisões erradas mais rapidamente. Mas enfatizou que pessoalmente preferia viver em uma sociedade aberta.
Após a ascensão de Xi Jinping ao poder em 2013, Schell tornou-se cada vez mais crítico do modelo autoritário de governo da China e, em 2020, escreveu um ensaio sobre a “morte do envolvimento” entre os EUA e a China. 